# Vesnický kostel (Rathewalde)
Vesnický kostel v Rathewalde (německy Dorfkirche Rathewalde), místní části města Hohnstein, je sakrální stavba náležející Evangelicko-luterské církevní obci Lohmen. Původní vesnický kostel vyhořel roku 1639, v barokní podobě byl obnoven roku 1647 a výrazně upraven v roce 1860.

## Historie
Přesná datace výstavby kostela není možná, podle stáří zdí byl však první rathewaldský kostel postaven již ve středověku. V době reformace přestal být kostel katolický a patrně od roku 1548 se stal filiálním ke kostelu ve Stürze. Během třicetileté války kostel roku 1639 vypálilo švédské vojsko. V roce 1647 byl obnoven v barokní podobě, přičemž část původních zdí zůstala zachována. Roku 1860 byl kostel celkově upraven do současné podoby. Samostatný farář byl znovu dosazen až roku 1862 a kostel se stal opět farním. Roku 1903 přibyly do kostela vitráže a v letech 1971–1972 byl výrazně upraven interiér.
Kostel je chráněn jako nemovitá kulturní památka pod číslem 09254208. Konají se v něm pravidelné bohoslužby.

## Popis
Jednolodní sálový kostel je orientovaný. Na loď navazuje odsazený tříosminový presbytář. Vysoká okna zakončuje segmentový oblouk. Ve vysoké, valbové, břidlicí pokryté střeše jsou osazeny vikýře, ze střední části vybíhá robustní, osmiboký, břidlicí obložený sanktusník. Větrná korouhev nese letopočet 1891. V presbytáři je umístěná nástěnná secco malba Krista Spasitele z roku 1860 a dvě vitráže s Narozením a Ukřižováním Ježíše Krista. Moderní interiér z počátku 70. let 20. století zahrnuje hlavní oltář, ambon a křtitelnici. Na stěnách lodi jsou zbytky barokních maleb. Na empoře jsou umístěny varhany údajně od budyšínské firmy Hermann Eule.

## Okolí kostela
Kostel obklopuje hřbitov. Fara stojící na začátku údolí Amselgrund pochází z roku 1863. 

## Galerie

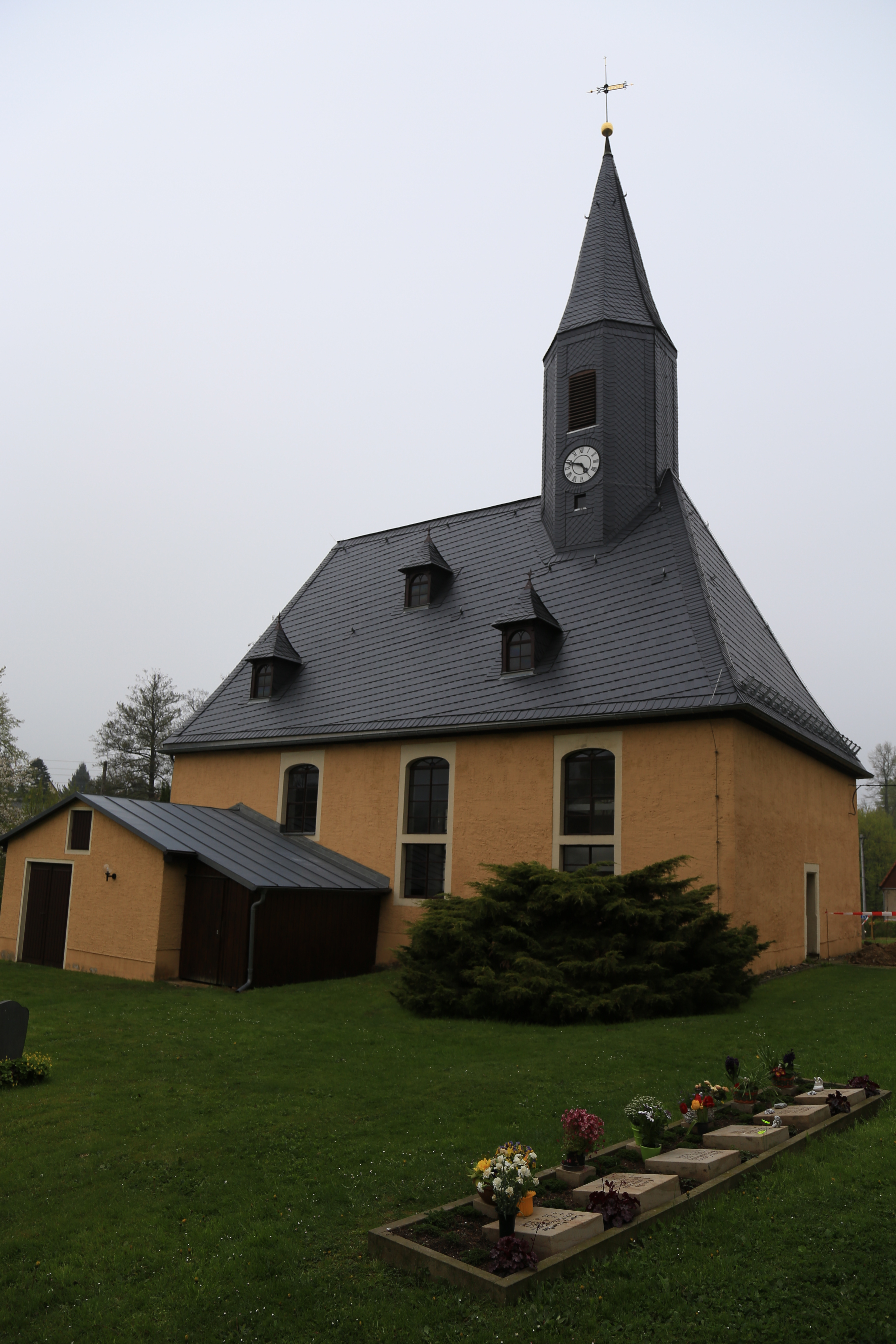
Severní stěna
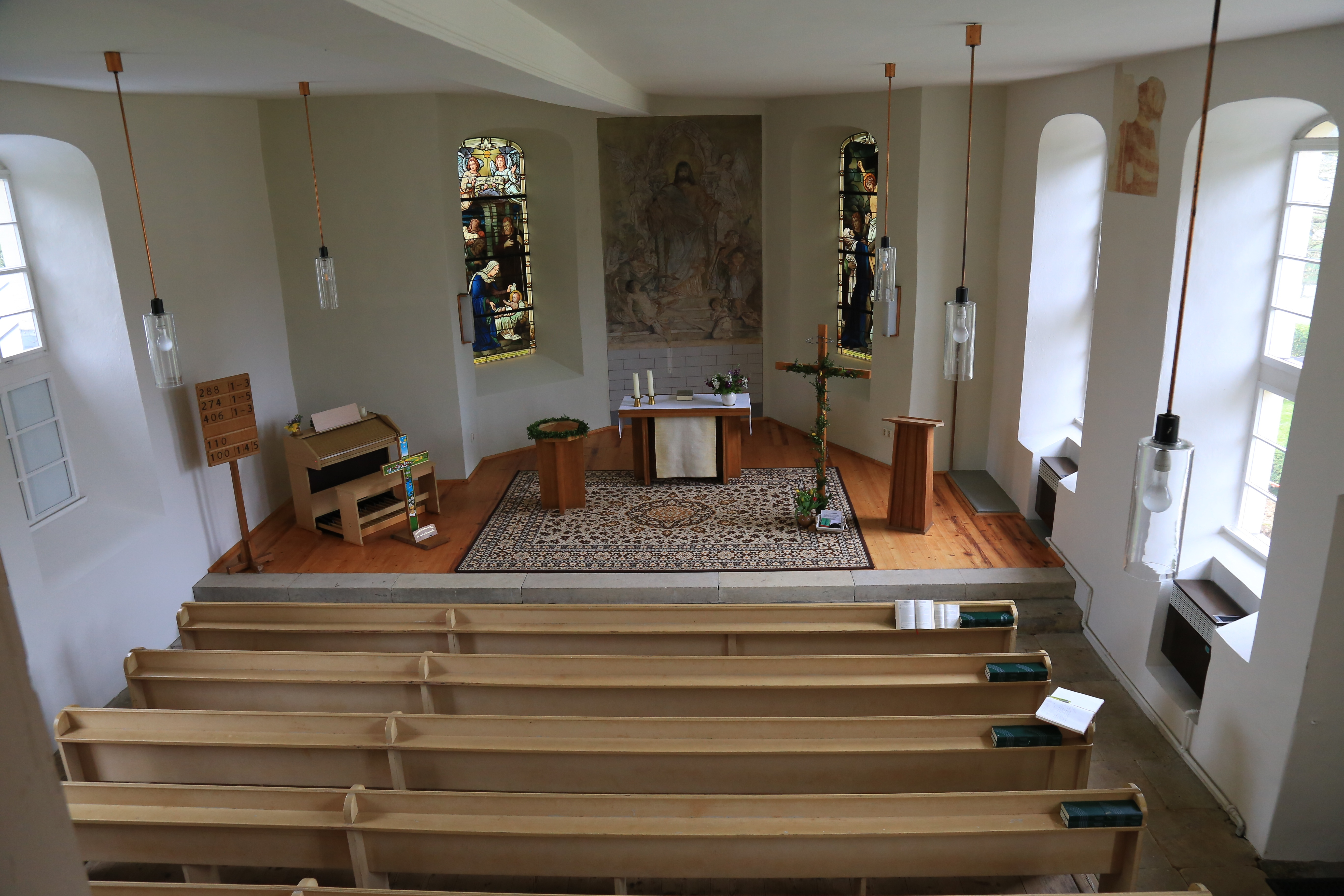
Loď a presbytář
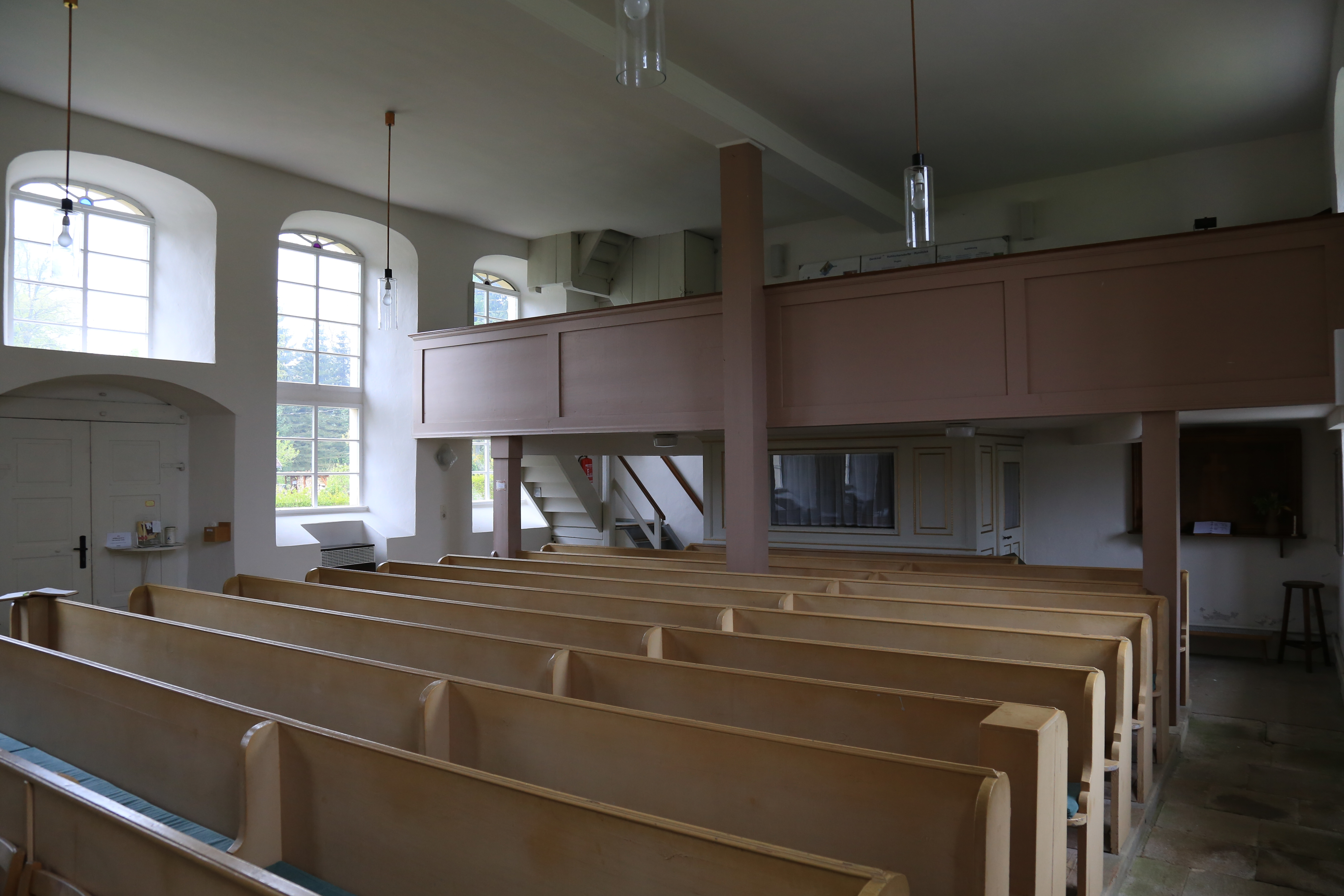
Empora
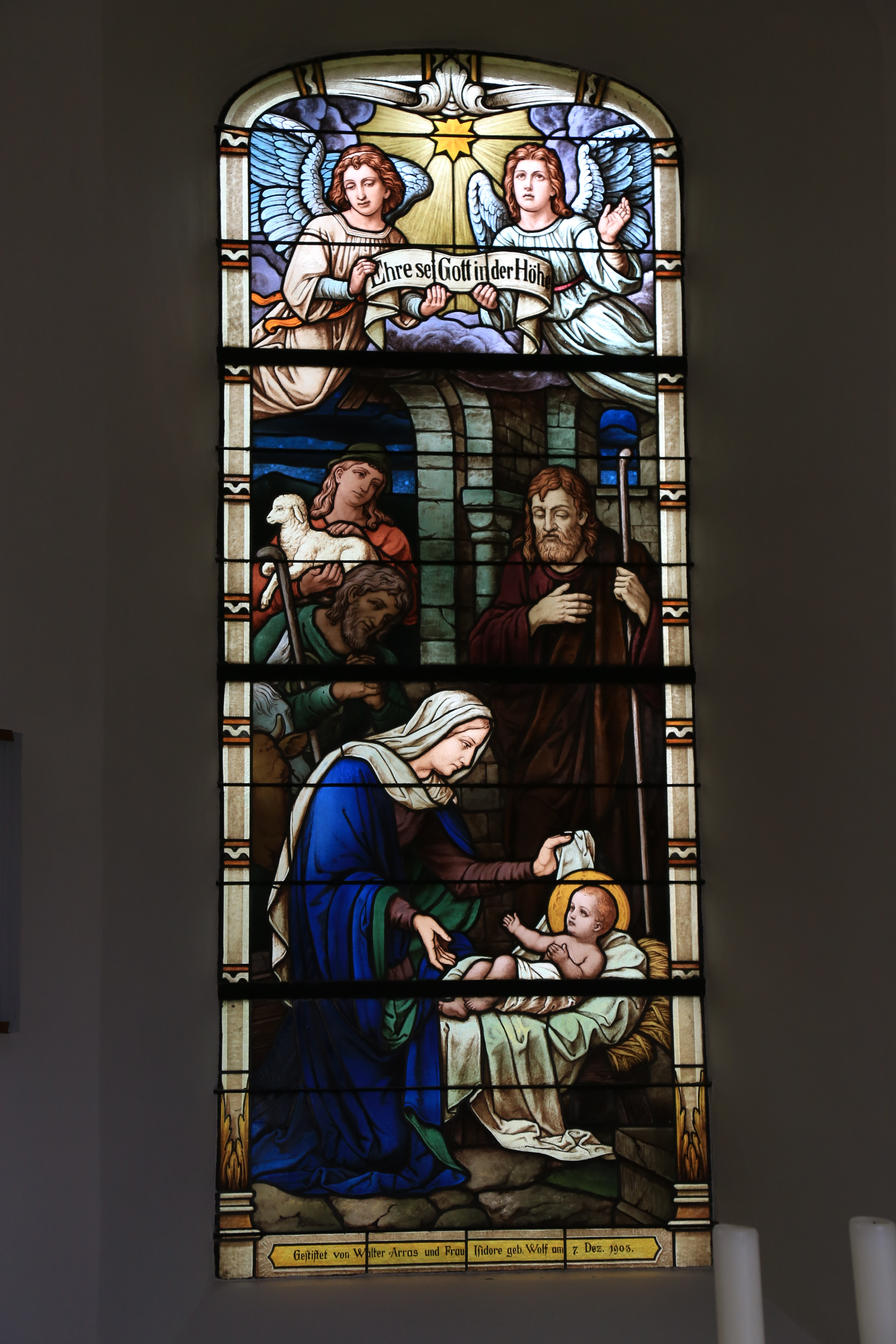
Vitráž s motivem Narození Páně